# 中国SC開発
中国SC開発株式会社（ちゅうごくエスシーかいはつ）は、広島県広島市南区に本社を置くJR西日本SC開発（JR西日本ショッピングセンターカンパニー）の不動産関連子会社。
JR西日本広島支社管内で、駅ビルなどショッピングセンター（SC）の開発・運営にあたっている。
近年は小型駅ビル形式のアイスタ（AISTA、「Ai Station Plaza」の略造語で、「愛される」「出会いの」「待ち合わせの」駅プラザの意味を持つ）を展開する。

## 運営施設
- minamoa（ミナモア、広島駅南口の新駅ビル）
- ekie（エキエ、広島駅の橋上・高架下商業施設）[3]
  - 広島新幹線名店街（広島駅新幹線口）-現在はekieの一部。名称については消滅。
- クレスト（CREST）（呉駅）
- アイスタ（AISTA）
  - 新山口（新山口駅新幹線高架下、旧「小郡駅名店街」）[4]
  - 矢野（矢野駅前ビル）
  - 横川（横川駅NKビル）[5]
  - 五日市（五日市駅前ビル）
  - 防府（防府駅高架下）
- リピエ (ripie) （下関駅）[6]

### 過去に運営していた施設
- ASSE（広島駅南口） - 元々は別法人（広島ステーションビル株式会社）による運営だったが、2010年4月1日を以て中国SC開発と合併。ビルの建て替えに伴い、2020年3月31日付で閉館した。跡地には2025年3月24日に新駅ビル「minamoa」が開業した。